# Angela Dugalić
Angela Dugalić (serb. Ангела Дугалић; ur. 29 grudnia 2001 w Des Plaines) – serbsko-amerykańska koszykarka występująca na pozycjach silnej skrzydłowej lub środkowej, reprezentantka kraju, od 2021 zawodniczka drużyny akademickiej UCLA Bruins.

## Osiągnięcia
Stan na 23 marca 2025, na podstawie, o ile nie zaznaczono inaczej.

### NCAA
- Mistrzyni turnieju konferencji Big 10 (2025)
- Uczestniczka rozgrywek:
  - NCAA Sweet 16 (2021, 2024)
  - turnieju NCAA (2021, 2024, 2025)

### Reprezentacja
Seniorska
- Mistrzyni Europy (2021)
- Uczestniczka:
  - igrzysk olimpijskich (2020 – 4. miejsce, 2024 – 6. miejsce)
  - kwalifikacji do:
    - igrzysk olimpijskich (2021, 2024 – 1. miejsce)
    - Eurobasketu (2023)